# Transport kolejowy w Etiopii

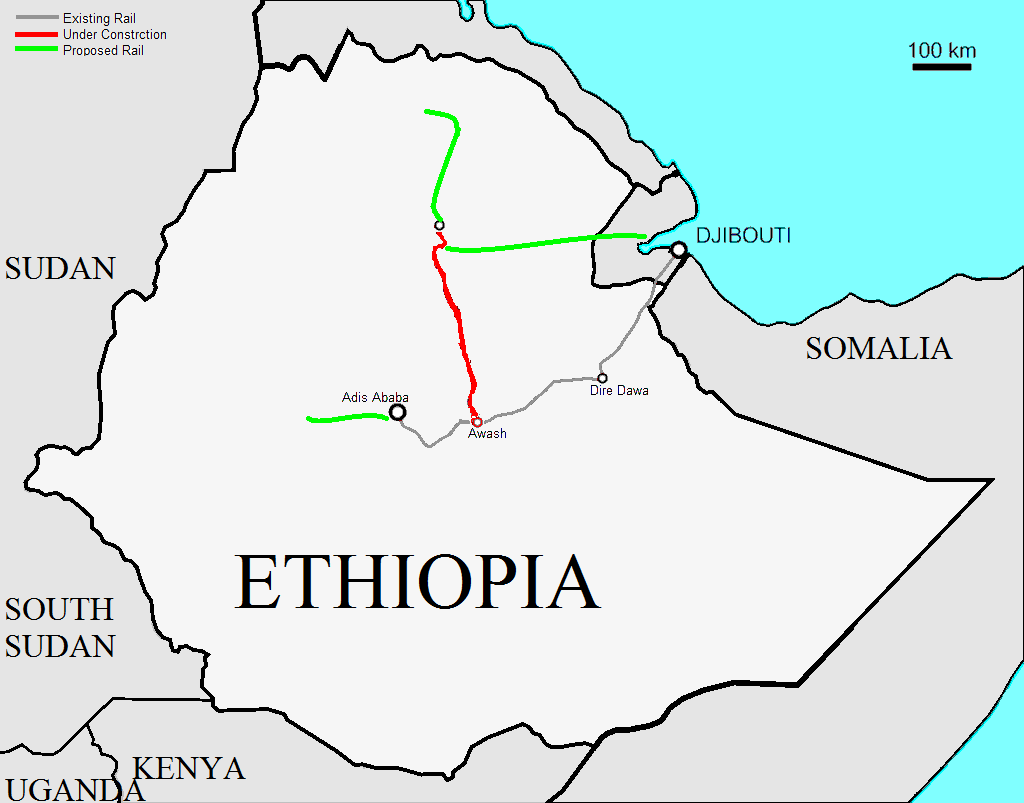
Mapa sieci kolejowej Etiopii (2017). Na szaro linie istniejące, na czerwono budowane, zaś na zielono linie planowane.

Transport kolejowy w Etiopii – system transportu kolejowego działający na terenie Etiopii.
Według stanu z 2017 roku w Etiopii istnieje jedna linia kolejowa o długości 659 km i jest nią linia Addis Abeba – Dżibuti. Jest zelektryfikowana i ma normalny rozstaw szyn – 1435 mm.

## Wąskotorowa linia Addis Abeba – Dżibuti

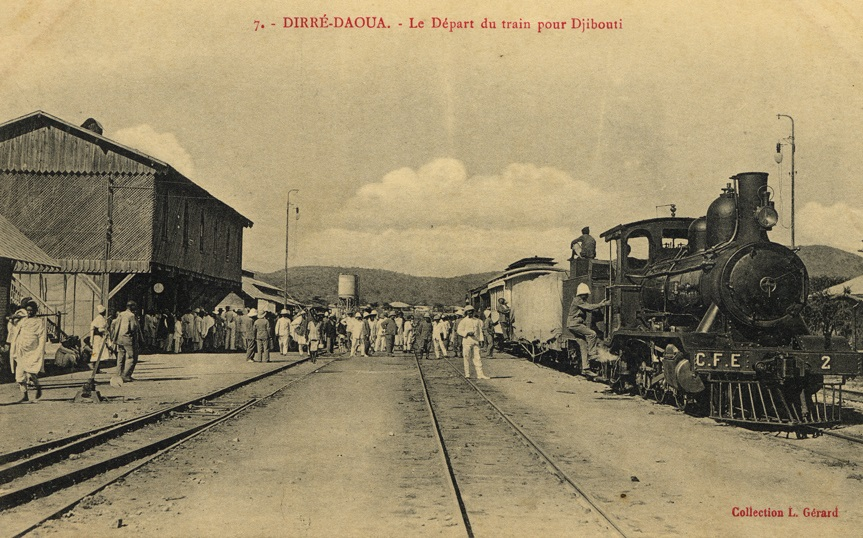
Dire Dawa, 1912

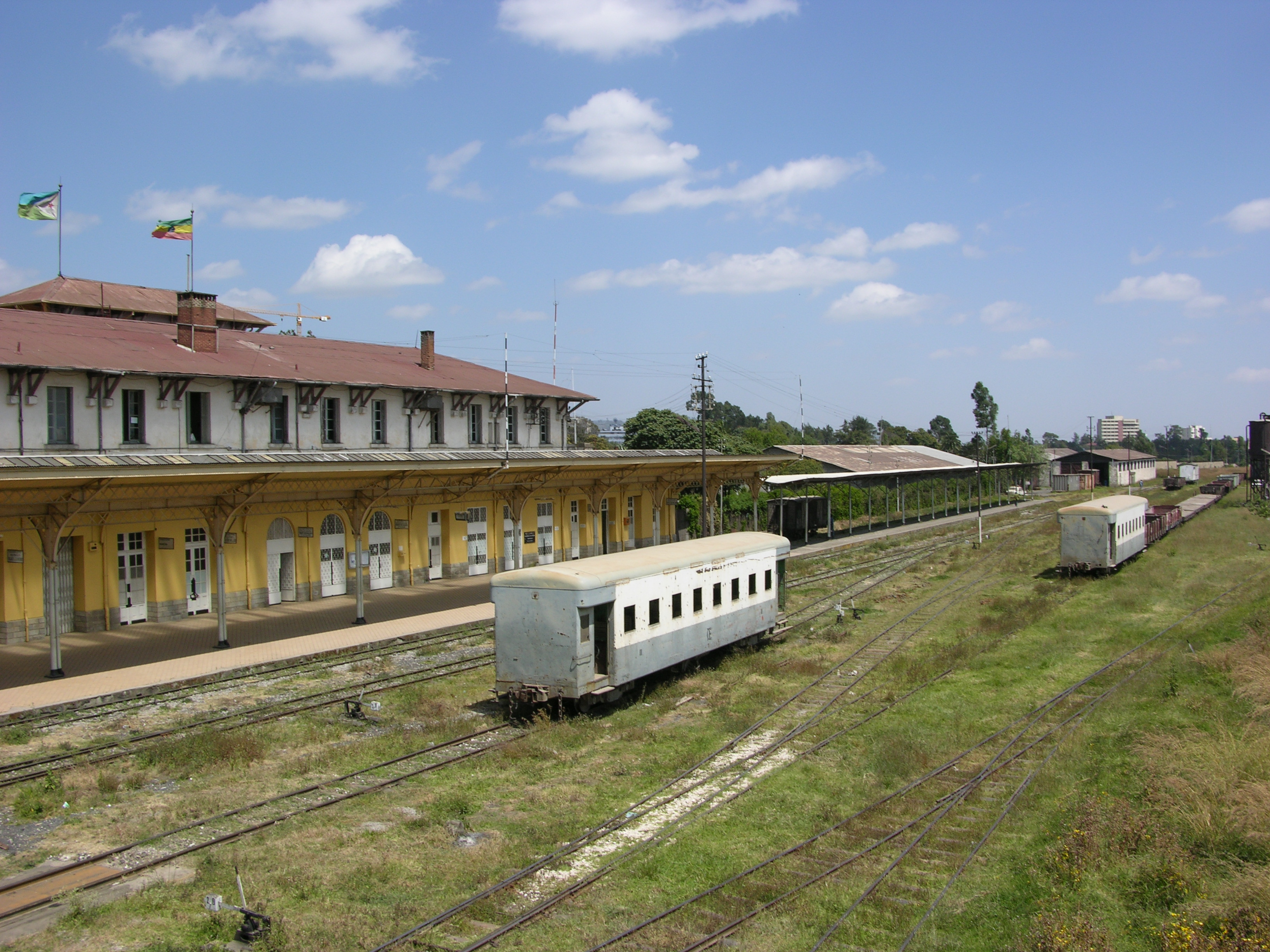
Stara stacja kolejowa w Addis Abebie

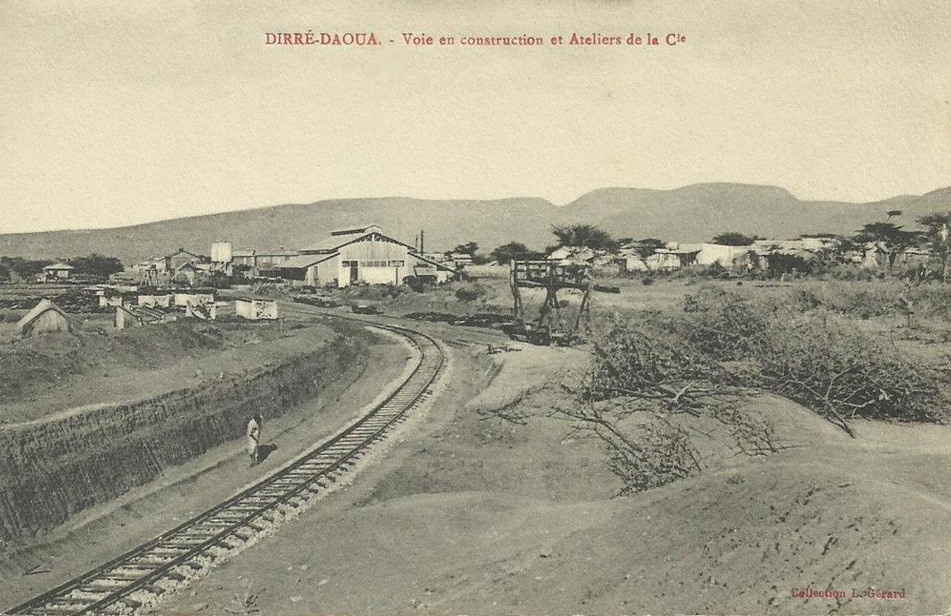
Budowa kolei w Dire Dawie, 1902

Pierwsze plany dotyczące budowy kolei w Etiopii pochodzą z 1877 roku.
W 1894 roku udzielono koncesji na budowę linii Addis Abeba – Dżibuti. Prace budowlane ruszyły w październiku 1897. Pierwszy odcinek z Dżibuti do Dire Dauy otwarto dla ruchu 22 lipca 1901 roku. W 1915 roku linia dotarła do Akaki. Budowę linii ukończono w 1917 roku. Linia liczyła 784 lub 785 km i miała metrowy rozstaw szyn.
3 grudnia 1929 roku oddano do użytku dworzec kolejowy w Addis Abebie, zaprojektowany przez francuskiego architekta Paula Barriasa. Dworzec do dziś należy do najbardziej znanych zabytków tej części Afryki.
W wyniku włoskiej inwazji na Etiopię (1935) linia znalazła się pod zarządem włoskim do 1941. Włosi planowali budowę nowych linii:
- Addis Abeba – Desse – Adigrat – Massaua,
- Desse – Asab,
- Desse – Gonder – Om Hadżer
- Addis Abeba – Dollo – Mogadiszu

Plany te nie zostały jednak zrealizowane.
W latach sześćdziesiątych planowano budowę linii kolejowej Nazret – Dilla. Planów tych nie zrealizowano.
W latach powojennych stan linii Addis Abeba – Dżibuti ulegał pogorszeniu, m.in. w wyniku niedofinansowania i koncentracji państwa na rozwoju transportu samochodowego w czasach rządów komunistycznych, oraz złej konserwacji i utrzymania.
Pociągi do Addis Abeby przestały kursować w 2007 roku.

## Normalnotorowa linia Addis Abeba – Dżibuti

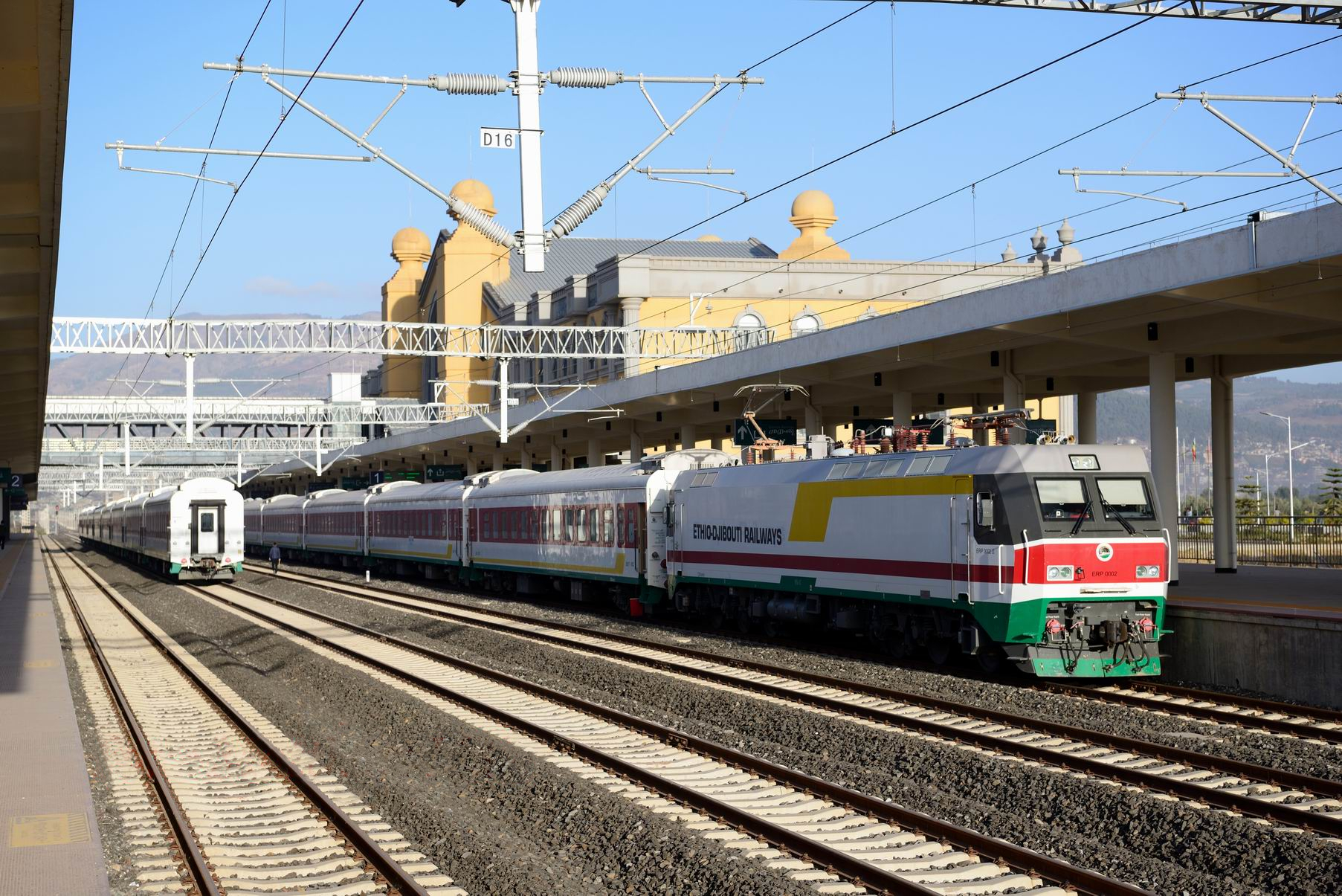
Pociąg pasażerski do Dżibuti na stacji w Addis Abebie

W 2012 roku rozpoczęto budowę nowej, zelektryfikowanej linii normalnotorowej, którą otwarto 5 października 2016 roku. Linia powstała przy pomocy Chin. Etiopska jej część liczy 659 km. Linia jest zelektryfikowana pod napięciem 25kV 50 Hz. Budowa kosztowała 3,4 miliarda dolarów amerykańskich. W 70% została sfinansowana przez China Export-Import Bank, zaś resztę kwoty pokrył rząd Etiopii.

## Pozostałe linie
W budowie są linie:
- Auasz – Kembolcza – Ueldija[2] (392 km[11])
- Ueldija – Mekelie (216 km)[12]